# Lepidozona crockeri
Lepidozona crockeri är en blötdjursart som först beskrevs av Willett 1951.  Lepidozona crockeri ingår i släktet Lepidozona och familjen Ischnochitonidae.
Artens utbredningsområde är Baja California (Mexiko). Inga underarter finns listade i Catalogue of Life.